# Matraz de Erlenmeyer

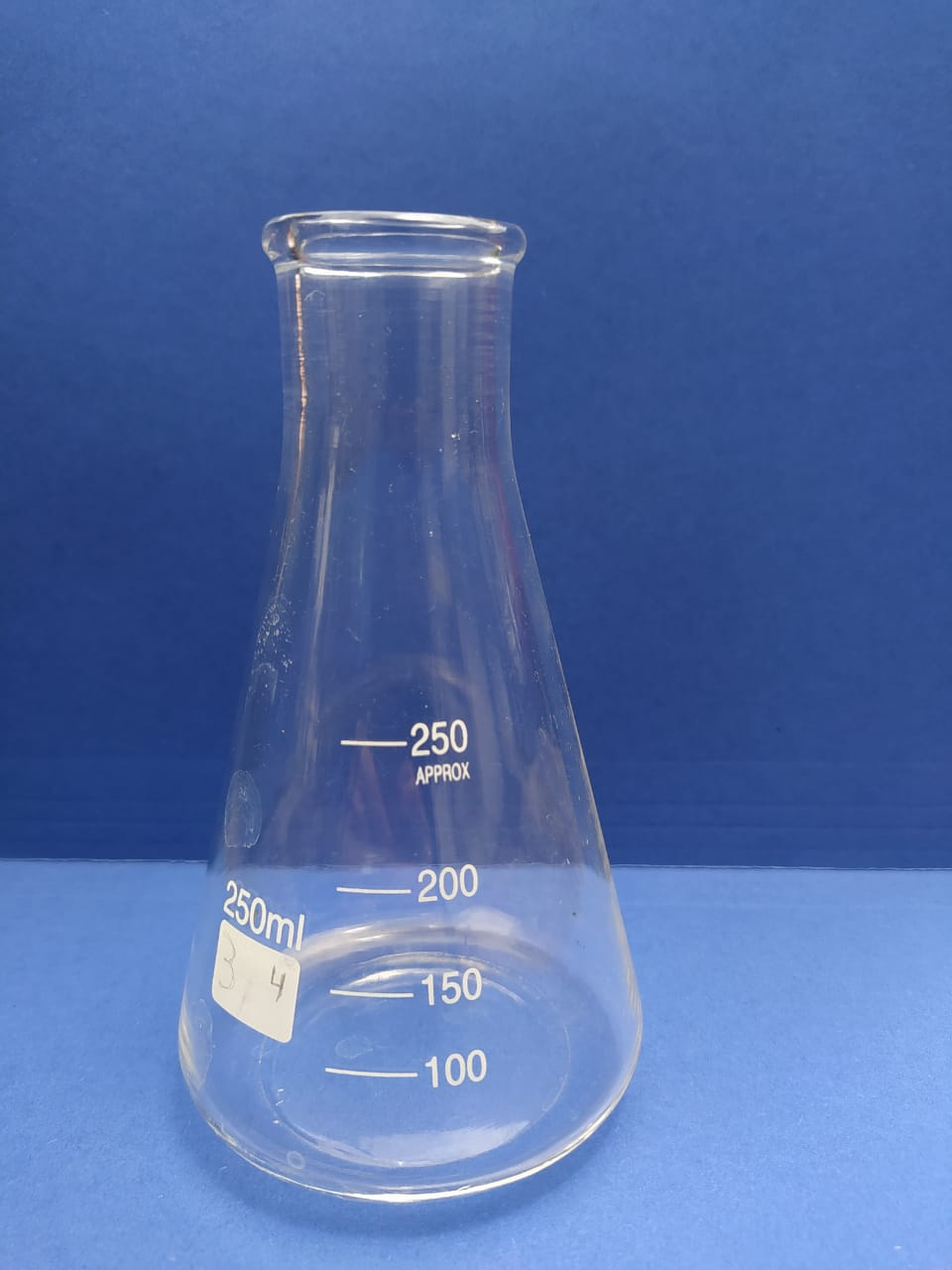
Matraz con capacidad de 250 mL. aprox.

 El matraz de Erlenmeyer es un recipiente con una forma cónica y con una boquilla cilíndrica, ampliamente utilizado en laboratorios de química y física. Generalmente de vidrio o plástico, se utiliza para contener y medir líquidos o sustancias químicas. Los matraces suelen tener una capacidad de algunos pocos mililitros a varios litros, y se utilizan en laboratorios, industrias y hogares para mezclar, almacenar y transportar sustancias a altas temperaturas.
Características:

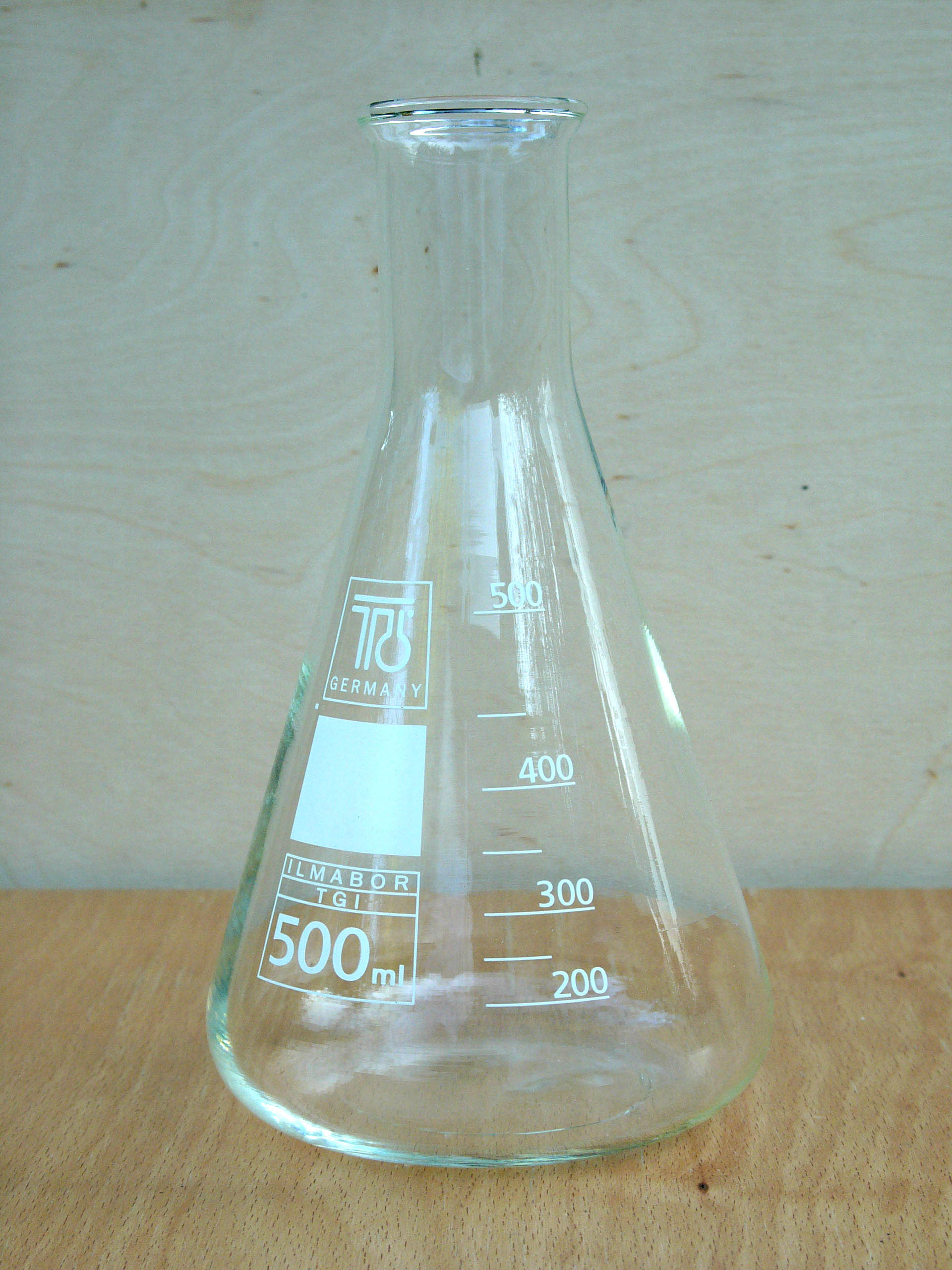
Matraz Erlenmeyer de 500 mL.

- Tienen un cuello largo y estrecho, que facilita el vertido y la dosificación de los líquidos.
- Suelen tener una base plana y estable, para evitar que se vuelquen o se caigan.
- Algunos matraces tienen graduaciones en su cuerpo, para medir volúmenes.
- Algunos matraces están fabricados con materiales resistentes a la temperatura, para poder utilizarse en procesos de calor o frío.

| Matraz Erlenmeyer Cuello estrecho, Borosilicato | Matraz Erlenmeyer Cuello estrecho, Borosilicato | Matraz Erlenmeyer Cuello estrecho, Borosilicato | Matraz Erlenmeyer Cuello estrecho, Borosilicato |
| Capacidad                                       | Ø cuello                                        | Ø exterior matraz                               | Altura                                          |
| ----------------------------------------------- | ----------------------------------------------- | ----------------------------------------------- | ----------------------------------------------- |
| mL                                              | mm                                              | mm                                              | mm                                              |
| 25                                              | 22                                              | 42                                              | 70                                              |
| 50                                              | 22                                              | 51                                              | 85                                              |
| 100                                             | 22                                              | 64                                              | 105                                             |
| 100                                             | 34                                              | 79                                              | 131                                             |
| 250                                             | 34                                              | 85                                              | 140                                             |
| 300                                             | 34                                              | 87                                              | 156                                             |
| 500                                             | 34                                              | 105                                             | 175                                             |
| 1000                                            | 42                                              | 131                                             | 220                                             |
| 2000                                            | 50                                              | 166                                             | 280                                             |
| 3000                                            | 50                                              | 187                                             | 310                                             |
| 5000                                            | 50                                              | 220                                             | 365                                             |

## Función
Se utiliza para medir cantidades de líquidos, para hacer titulaciones o  para hacer reaccionar sustancias que necesitan un largo calentamiento. También sirve para contener líquidos que deben ser conservados durante mucho tiempo o que no se ven afectados directamente por la luz. Fue creado en el año 1861 por el químico Emil Erlenmeyer (1825-1909), de ahí proviene el nombre de este matraz.
Algunas de las funciones principales de los matraces son:
1. Almacenamiento: los matraces se utilizan para guardar líquidos y sustancias químicas, ya sea en el laboratorio o en la industria. Gracias a su forma cilíndrica y su cuello estrecho, los matraces permiten almacenar grandes volúmenes de líquidos de manera segura y ordenada.
2. Dosificación: los matraces suelen tener graduaciones en su cuerpo, que permiten medir volúmenes con precisión. Esto es muy útil para preparar soluciones químicas o mezclas de líquidos con una concentración determinada.
3. Transporte: los matraces también se utilizan para transportar líquidos y sustancias químicas de un lugar a otro. Su forma cerrada y resistente evita que se derramen o se contamine el contenido durante el transporte.
4. Mezcla: los matraces también se utilizan para mezclar líquidos y sustancias químicas. Gracias a su forma cilíndrica y su cuello estrecho, es fácil agitar o remover el contenido del matraz para mezclarlo.

## Técnicas en las que se emplea
Por su forma troncocónica es útil para realizar mezclas por agitación y para la evaporación controlada de líquidos, ya que se evita en gran medida la pérdida del líquido; además, su abertura estrecha permite la utilización de tapones. Al disponer de un cuello estrecho es posible taparlo con un tapón esmerilado, o con algodón hidrófobo.
Es empleado en lugar del clásico vaso de precipitados cuando contienen un medio líquido que debe ser agitado constantemente (como en el caso de las titulaciones) sin riesgo de que se derrame su contenido, o cuando se debe trabajar con reacciones químicas violentas.
Suele utilizarse para calentar sustancias a temperaturas altas aunque no vigorosamente; la segunda tarea suele delegarse al balón de destilación.
En microbiología se emplea para la preparación de caldos de cultivo debido a que, entre otros motivos, puede taparse fácilmente con un tapón de algodón hidrófobo. 

## Metodología de uso: técnicas de laboratorio
Como todo material de vidrio tiene un método específico para utilizarlo correctamente. Para anclarlo, se puede colocar un peso de plomo o metal sobre el exterior.
Al calentarlo, suele colocarse una tela metálica entre el matraz y el aro o el trípode. Todo esto sobre un trípode.
En un anillo o aro de metal que, a su vez, está aferrado a un soporte universal por medio de una doble nuez o algún asa similar. El aro lo mantiene sobre un mechero Bunsen para que la llama del mechero lo caliente. Puede aferrarse el matraz directamente al soporte universal sosteniéndolo con una agarradera para tubos de ensayo en el cuello del matraz.